# Dating Amber
Dating Amber (titulada originalment Beards) és una pel·lícula de comèdia i drama irlandesa escrita i dirigida per David Freyne. Va ser produïda amb l'assistència de Fis Éireann - Screen Ireland, RTÉ, Broadcasting Authority of Ireland, BeTV (Bèlgica) i BNP Paribas Fortis Film Fund (França). Es va estrenar a Amazon Prime Video a Irlanda i al Regne Unit el 4 de juny de 2020, seguit d'una estrena als cinemes a Irlanda.
Es va emetre en català pel canal La 2 de RTVE Catalunya l'1 de juliol de 2023.

## Argument
A la Irlanda dels anys 80, els adolescents Eddie i Amber, fingeixen ser parella i anunciar que surten junts per allunyar-se de la pressió que els envolta sobre la seva orientació sexual. Però l'acord no surt tant bé com esperava l'Eddie, i l'Amber se n'adona del perillós futur que espera al seu millor amic si no arriba a treure el fort sentiment de negació que porta dins. Dating Amber és una carta d'amor per a tots aquells que van créixer en un poble petit i que necessitaven escapar d'allí per a poder ser ells mateixos.

## Repartiment
- Fionn O'Shea com l'Eddie Cotter.
- Lola Petticrew com l'Amber Keenan.
- Sharon Horgan com a Hannah Cotter, mare de l'Eddie.
- Barry Ward com a Ian Cotter, pare de l'Eddie.
- Simone Kirby com a Jill Keenan, mare de l'Amber.
- Evan O'Connor com a Jack Cotter, germà de l'Eddie.
- Ian O'Reilly com a Kevin Kev Burn.
- Emma Willis com a Tracey Brennan.
- Anastasia Blake com a Janet
- Lauryn Canny com a Sarah
- Shaun Dunne com a Cian
- Adam Carolan com a Geoff
- Peter Campion com a Sweeney
- Arian Nik com a Adam
- Andrew Bennett com el capità Rory

## Producció
David Freyne va escriure i dirigir la pel·lícula juntament amb Rachael O'Kane i John Keville d'Atomic 80 en coproducció amb la companyia belga Wrong Men. La pel·lícula va rebre finançament i el suport de Screen Ireland i de la Broadcasting Authority of Ireland. Will Clarke, Andy Mayson i Mike Runagall d'Altitude, Dearbhla Regan de Screen Ireland i Rory Dungan de Wildcard són els productors executius. El rodatge principal va tenir lloc l'estiu del 2019.

## Premis i nominacions
| Any  | Premi                    | Categoria                                                          | Destinatari    | Resultat  | Ref.  |
| ---- | ------------------------ | ------------------------------------------------------------------ | -------------- | --------- | ----- |
| 2020 | NewFest                  | Premi del jurat al millor llargmetratge de narrativa internacional | David Freyne   | Finalista | [ 5 ] |
| 2020 | NewFest                  | Premi del públic al millor llargmetratge de narrativa              | David Freyne   | Guanyador | [ 5 ] |
| 2020 | Camerimage               | Millor debut a la direcció                                         | David Freyne   | Nominat   |       |
| 2021 | IFTA Film & Drama Awards | Millor llargmetratge                                               | Dating Amber   | Nominat   | [ 6 ] |
| 2021 | IFTA Film & Drama Awards | Millor director – Llargmetratge                                    | David Freyne   | Nominat   | [ 6 ] |
| 2021 | IFTA Film & Drama Awards | Millor guió - Llargmetratge                                        | David Freyne   | Nominat   | [ 6 ] |
| 2021 | IFTA Film & Drama Awards | Millor actor principal – Llargmetratge                             | Fionn O'Shea   | Nominat   | [ 6 ] |
| 2021 | IFTA Film & Drama Awards | Millor actriu principal – Llargmetratge                            | Lola Petticrew | Nominat   | [ 6 ] |
| 2021 | IFTA Film & Drama Awards | Millor actor de repartiment – Llargmetratge                        | Barry Ward     | Guanyador | [ 6 ] |
| 2021 | IFTA Film & Drama Awards | Millor actriu de repartiment – Llargmetratge                       | Sharon Horgan  | Guanyador | [ 6 ] |
| 2021 | IFTA Film & Drama Awards | Vestuari                                                           | Joan O'Clery   | Nominat   | [ 6 ] |

## Curiositat
La pel·lícula va ser ambientada l'any 1995, dos anys després de la despenalització de l'homosexualitat a la República d'Irlanda.